# Jamesonia robusta
Jamesonia robusta är en kantbräkenväxtart som beskrevs av Karst. Jamesonia robusta ingår i släktet Jamesonia och familjen Pteridaceae. Inga underarter finns listade.